# 小行星42482
小行星42482（42482 Fischer-Dieskau）是一颗绕太阳运转的小行星，为主小行星带小行星。该小行星于1988年9月8日发现。
該小行星以德國男中音歌唱家迪特里希·費雪迪斯考命名。

## 轨道参数
小行星42482的轨道半长轴为2.3838683 UA，离心率为0.23。